# Spinnjungfernkreuz

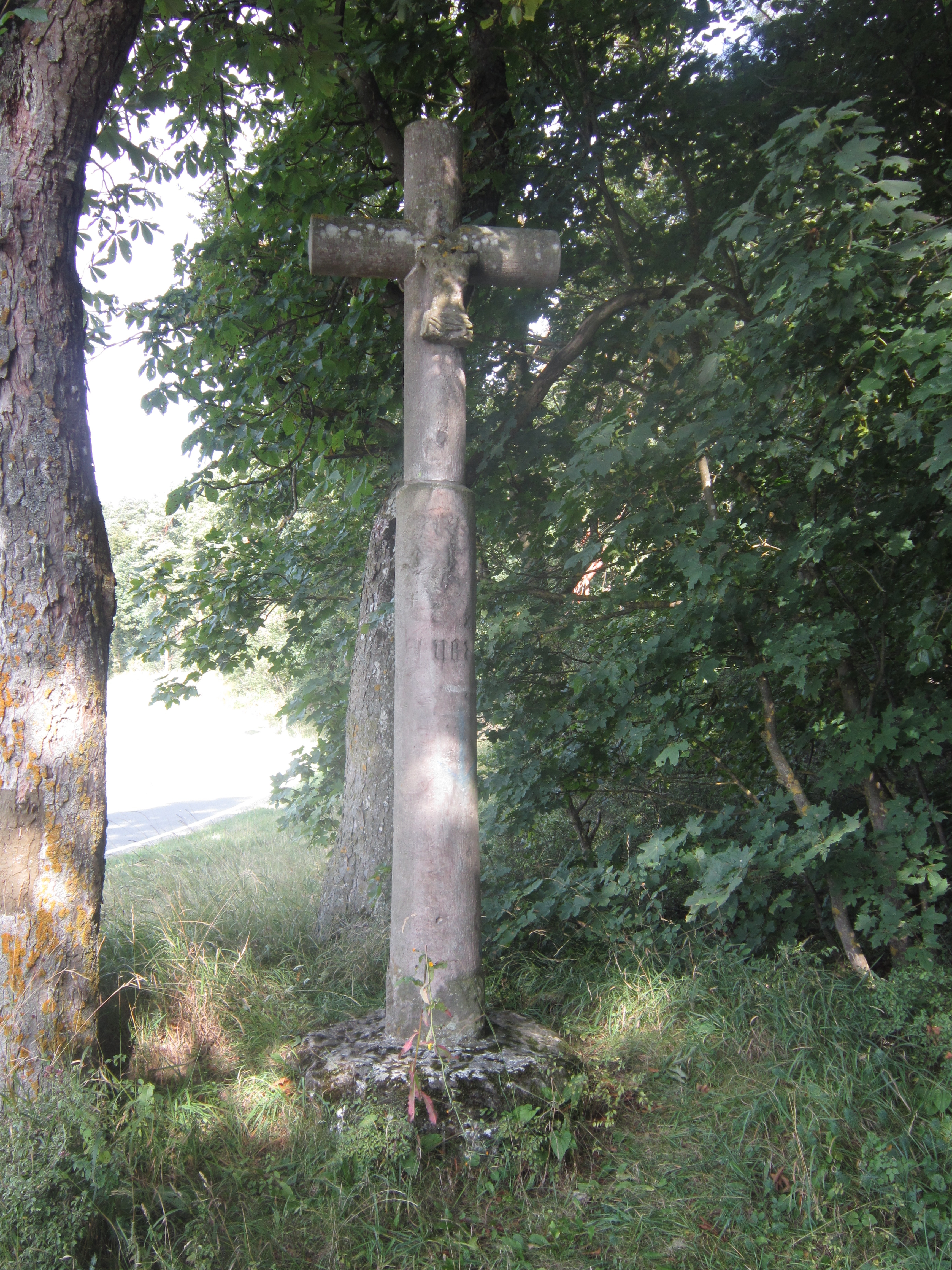
Das Spinnjungfernkreuz.

Das Spinnjungfernkreuz ist ein Flurkreuz. Es befindet sich in der Flur Hainbuche; Tiefental auf dem Sodenberg, einer Erhebung in der unterfränkischen Kleinstadt Hammelburg im Landkreis Bad Kissingen.
Da es an der Gemarkungsgrenze zwischen Hammelburg und Karsbach (Landkreis Main-Spessart) liegt, gehört es zu den Hammelburger Baudenkmälern und den Karsbacher Baudenkmälern. Es ist unter der Nummer D-6-72-127-202 in der Bayerischen Denkmalliste registriert.

## Geschichte
Das aus Kreuzstamm, Querbalken und Christustorso bestehende Sandstein-Kruzifix entstand Mitte des 16. Jahrhunderts. Um seine Entstehung rankt sich folgende Sage:
Eine Spinnmagd von der Burg Reußenberg ging einen Pakt mit dem Teufel ein, um schneller zur Spinnstube auf dem Bergschloss Sodenberg zu gelangen, wo sie sich mit ihrem Geliebten, einem Knappen des Schlosses, traf. Als es eines Abends stark regnete, wollte sie sich von einem Bock zur Burg Reußenberg bringen lassen. Am Kreuzweg ließ der Bock sie fallen. Obwohl sie sich verzweifelt am Kruzifix festhielt, nahm der Teufel sie in die Hölle mit. Eine anfangs vorhandene Abbildung des Geschehens am Kruzifix ist nicht mehr sichtbar. Die noch vorhandenen Spuren am Spinnmagdkreuz sollen von der Spinnmagd, anderen Versionen zufolge vom Teufel stammen.